# Riccardo Primo
Riccardo Primo (títol original en italià, en català Riccardo Primo), Händel-Werke-Verzeichnis 23, és una obra dramaticomusical en tres actes composta  per Georg Friedrich Händel sobre un llibret en italià de Paolo Rolli. Es va estrenar l'11 de novembre de 1727 al Her Majesty's Theatre de Ciutat de Westminster.